# Cathedral Provincial Park and Protected Area
Beim Cathedral Provincial Park and Protected Area, auch als Cathedral Provincial Park oder Cathedral Park bezeichnet, handelt es sich  um zwei zusammenhängende Schutzgebiete, ein Provincial Park und ein Protected Area, im zentralen Süden der kanadischen Provinz British Columbia.
Der Cathedral Park beheimatet smaragdgrüne subalpine Seen, ausgedehnte Berggrate und erhabene Gipfel, Primärwälder und Felsformationen aus  Schluffstein, Granodiorit und Basalt.
Die Schutzgebiete spiegeln die abwechslungsreiche Geschichte der Nutzung durch die indigenen Völker und der Ressourcengewinnung einschließlich Forstwirtschaft wider. Hier kommen einige bemerkenswerte Tierarten vor. Heute spielt die Erholung durch Wandern, Camping und Angeln eine große Rolle. Der Klimawandel stellt für den Park eine Gefahr dar, da er in jüngster Vergangenheit durch Waldbrände bedroht wurde. Die Zukunft des Parks hängt nicht nur vom Umgang damit ab.

## Lage
Die beiden Schutzgebiete liegen östlich des Manning Provincial Park, südlich des British Columbia Highway 3 und südöstlich der Kleinstadt Princeton sowie südwestlich von Keremeos. Die südliche Grenze des Parks ist gleichzeitig die Grenze zwischen Kanada und den Vereinigten Staaten. Ein Großteil des Parks wird vom Einzugsgebiet des Ashnola River gebildet. Nordwestlich des Provinzparks grenzt dann die Protected Area an. Östlich grenzt an den Provinzpark dann noch eine weitere Protected Area an, die Snowy Protected Area. Die Schutzgebiete liegen alle im Regional District of Okanagan-Similkameen.
Während es sich bei dem Park es sich um ein Schutzgebiet der Kategorie Ib (Wildnisgebiet) handelt, ist die Protected Area ein Schutzgebiet der Kategorie II (Nationalpark).

## Geschichte
Der Name des Parks leitet sich vom nahe der kanadisch-US-amerikanischen Grenze gelegenen Cathedral Mountain ab. Der Berg wurde 1901 von Carl und George Smith auf einer Expedition der United States Geological Survey benannt, die glaubten, als erste den Gipfel bestiegen zu haben. Das ursprüngliche Gebiet des Cathedral Provincial Park wurde am 2. Mai 1968 mit einer Fläche von 7.372 ha unter Schutz gestellt. Dieses verlief in einem engen Korridor von Nord nach Süd vom Ashnola River im Norden entlang des Lakeview Creek bis zur internationalen Grenze. Zum Park gehörte auch das Gebiet der Cathedral Lakes. Nach einem langwierigen Anhörungsprozess, bei dem lokale Interessengruppen, die Industrie und Forscher einbezogen wurden, konnten die Grenzen des Parks so ausgedehnt werden, dass sie grob mit natürlichen Grenzen zusammenfielen. Dies erweiterte den Park auf eine Fläche von ungefähr 33.000 ha, wobei der Ashnola River die westlichen und nördlichen Grenzen des Parks bildete, und der Ewart Creek die östliche Grenze. Für existierende Bergbaustätten gab es verschiedentlich Ausnahmen. Am 18. April 2001 wurde das zusammenhängend geschützte Gebiet um weitere 25.889 ha (Snowy Protected Area) erweitert.

### Kulturgeschichte
Der Cathedral Provincial Park ist reich an Kultur und kulturellem Erbe sowohl der Europäer als auch der indigenen Völker. Der Park liegt in der traditionellen Heimat der Nlaka'pamux und der Syilx, die in der Kolonialzeit als „Okanagan“ zusammengefasst wurden. Vor der Besiedlung  durch Europäer waren die Syilx Nomaden, die den Wanderungen der Wildtiere und an die Jahreszeit angepassten Landnutzungen folgten. Dies führte sie durch den heutigen Cathedral Park, wo sie erfolgreich jagten und sammelten, ein nicht-stationärer Lebensstil, den alle First Nations der Region pflegten. Der Park wurde Ende der 1960er Jahre von Europäern gegründet, doch es gibt Belege des Ministry of Forests, dass es schon in den 1930er Jahren Reitpfade im Gebiet gab. Das Ministry of Forests sprach schon früh über Besiedlung und Tourismus sowie die Erschließung von Hütten und Pisten für geländegängige Fahrzeuge im gesamten Park. So wurde 1970 die erste Hütte errichtet.

### Ressourcengewinnung
Vor der Ausweisung als Schutzgebiet waren der heutige Cathedral Provincial Park und seine Umgebung Unternehmungen zur Ressourcengewinnung ausgesetzt. Wie auch in anderen Regionen spielte insbesondere die Holzgewinnung in der lokalen Wirtschaft eine bedeutende Rolle. Mehrere Forst-Unternehmen waren in der Gegend aktiv und wirkten auf die Waldökosysteme ein. Dies verursachte Zerschneidungen und Fragmentierungen von Lebensräumen der Wildtiere, Bodenerosion und Änderungen in der Hydrologie. Die Ressourcengewinnung in der Vergangenheit und ihre ökologischen Konsequenzen beeinflussten mutmaßlich die Entscheidung zum Schutz des Cathedral Provincial Park mit dem Ziel, seine natürliche Schönheit vor weiterer Zerstörung zu bewahren.
Seit der Einrichtung des Parks 1968 haben die Erholungsnutzung und die Erschließung in Übereinstimmung mit den Intentionen zur Erhaltung der natürlichen Qualitäten für öffentliche Begeisterung gesorgt. Ein Interim Policy Statement (dt. etwa „Vorläufige Grundsatzerklärung“) wurde 1975 erstellt, um Leitlinien für die Entwicklung und Unterhaltung des Parks zu entwickeln. Verschiedene Management-Belange und -Angelegenheiten wurden für diese Grundsatzerklärung identifiziert, die sich um fundamentale Probleme des Ausgleichs zwischen Park-Entwicklung und -Nutzung drehten, wobei der Wert der Parkressourcen und die Wildnis-Atmosphäre erhalten bleiben und Reibungen zwischen potenziell konfliktauslösenden Erholungsinteressen minimiert werden sollten; einige Probleme blieben dabei ungelöst.

## Erholung
Im Park ist Camping sowohl auf per Auto erreichbaren Plätzen als auch in der Wildnis möglich. Es gibt mehrere Bereiche für Tagesausflügler. Übernachtungsmöglichkeiten stehen auch in der Cathedral Lakes Lodge zur Verfügung. Innerhalb des Parks gibt es keine öffentlichen Straßen. Über den Centennial Trail von Osoyoos zur Simon Fraser University ist der Park mit dem E. C. Manning Provincial Park verbunden, obwohl dieser seit Kurzem nicht mehr unterhalten und auf den Karten des Manning Park nicht mehr aufgeführt wird.

## Besondere Arten

### Sonora-Dickkopffalter

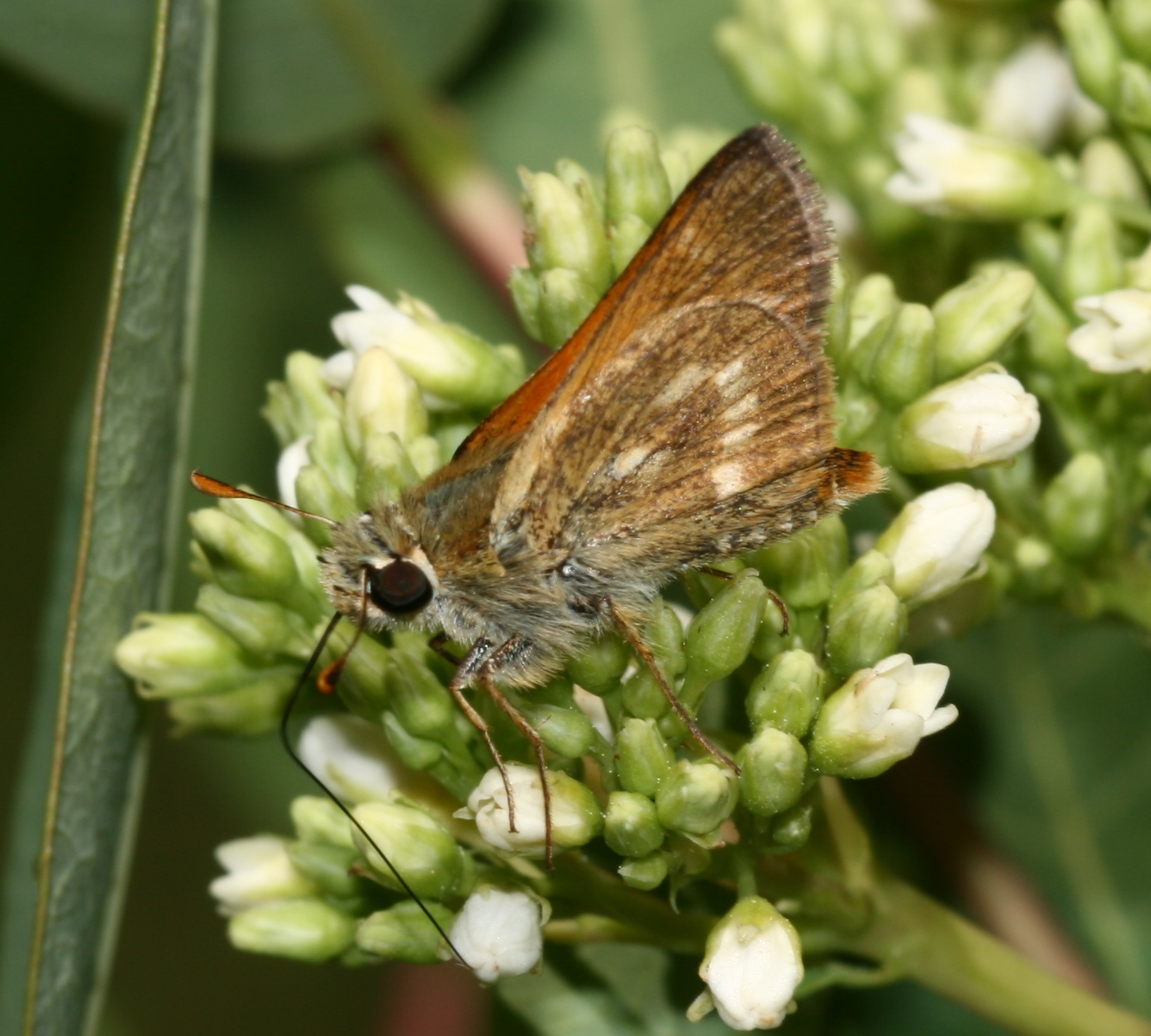
Sonora-Dickkopffalter

Der Sonora-Dickkopffalter (Polites sonora) ist ein Schmetterling mit der geringen Flügelspannweite von 25–30 mm. Er ist hellbraun und hat Flecken auf seinem Hinterleib. Der Sonora-Dickkopffalter kommt typischerweis in feuchten, mäßig dichten Wiesen vor, dies seinen bevorzugten Lebensraum bilden. Das Gebiet, in dem er lebt, kann jedoch auch Waldlichtungen, Kahlschläge und Straßenränder enthalten. Diese Lebensräume sind nur in einem kleinen Teil des Okanogan in British Columbia vorhanden, welches nur etwa 2.092 km² umfasst, aber den Cathedral Lakes Provincial Park enthält. Die in diesem Gebiet erfasste Population war klein. Im Gebiet des Ashnola River, wozu auch der Cathedral Lakes Provincial Park gehört, wurden zwischen 1906 und 2012 nur 51 Individuen beobachtet. Im gesamten Jahr 2012 wurden nur zwei Sonora-Dickkopffalter im Ashnola-River-Gebiet gezählt. Der Sonora-Dickkopffalter ist zahlreichen Gefährdungen ausgesetzt. Diese können natürlichen Ursprungs sein wie Brände und Überschwemmungen als auch nicht natürlichen Ursprungs wie Zerstörung der Lebensräume und die Einführung invasiver Arten. All dies trägt zur geringen Population im Gebiet des Cathedral Provincial Park bei. Global gilt der  Sonora-Dickkopffalter nicht als gefährdet oder bedroht. Vom Menschen droht ihnen außer durch mit der Abholzung verbundenen Lebensraumverlust keine Gefahr.

### Schneeziegen

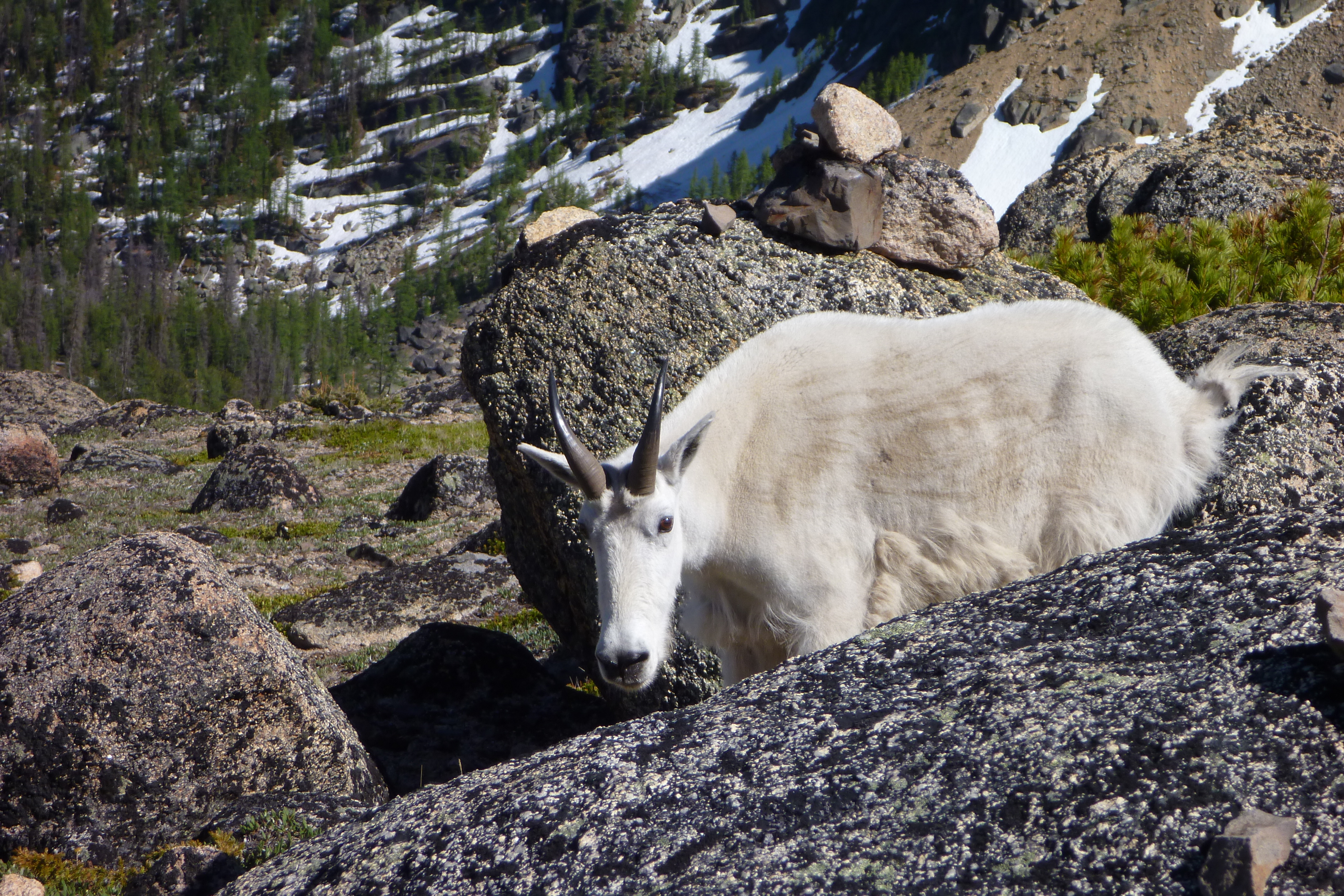
Eine Schneeziege im Cathedral Park

Schneeziegen sind in hochalpinen Regionen zu Hause; sie gelten als fähig, senkrechte Felswände zu erklettern. Dies erweist sich für den Cathedral Park wegen seiner vielen Berge als ideal. Schneeziegen können in der ganzen Welt in starken, gesunden Populationen beobachtet werden, sind jedoch in British Columbia stark von der Ausrottung bedroht. Im südlichen British Columbia nahe dem Gebiet des Cathedral Provincial Park ist die Population am stärksten bedroht, weil die Populationsgröße sehr klein ist. In einer 2006 durchgeführten Untersuchung wurde die Population im gesamten Okanagan, nicht nur im Cathedral Park, auf 200–300 Individuen geschätzt. Schneeziegen sind zahlreichen Gefährdungen ausgesetzt, wozu die Überweidung in der Vergangenheit, durch den Klimawandel bedingte Lebensraumverluste und durch Erholungsuchende verursachte Störungen gehören. Im Cathedral Provincial Park sind diese Faktoren von besonderem Belang, weil aufgrund der hohen Anzahl an Menschen in dem Gebiet Konflikte zwischen Mensch und Tier häufig sind. Die Situation rund um den Cathedral Provincial Park ist nur wenig bekannt, weil seit einer Reihe von Jahrzehnten keine Zählungen stattgefunden haben. Dennoch wird eine Population von 24–28 Ziegen angenommen. Es gibt jedoch einige Gründe für die kleine Anzahl; Interaktionen mit dem Menschen und Hubschrauberflüge zählen zu den wichtigsten. Der Grund für die Wechselwirkung mit dem Menschen besteht darin, dass die Ziegen aggressiv werden können und Menschen von Salzstellen vertreiben. Salz ist für das Leben der Ziegen wichtig; die Ziegen nehmen Natrium aus den Salzstellen auf. Im Cathedral Provincial Park wurden Ziegen beobachtet, die Salz in der Nähe von Campingplätzen suchten, wo allerdings oft Menschen anwesend sind. Im Park zwingen die Ziegen die Menschen, um sie herum zu gehen, da sie auf ihrem Platz stehenbleiben. Solche Begegnungen enden oft mit Verletzungen oder Tötungen von Mensch und/oder Tier. Helikopter erzeugen gleichfalls viele Störungen für die Ziegen-Population. Es gibt regelmäßige Flüge über den Cathedral Provincial Park, hauptsächlich in den Trainingsmonaten im Frühjahr und Winter. Aufgrund der lautstarken Störungen verhalten sich die Ziegen bei Helikopter-Überflügen ungewöhnlich. Dazu gehören schnelle Fluchten und ein Abwandern aus dem bevorzugten Lebensraum. Mit anderen Worten: Durch die fortgesetzten Überflüge von Helikoptern könnten viele Schneeziegen aus ihrem Lebensraum vertrieben worden sein, was sich in einer kleinen Population niederschlägt. Auch Schneeziegen sind im weltweiten Maßstab weder gefährdet noch bedroht. Sie haben nur kleine Auswirkungen auf die Berglandschaft, in der sie leben. Durch Tritt und Fraß können sie kleinere Pflanzen wie Blumen und Sträucher zerstören. Sie fressen Bergmahagoni (Cercocarpus spec.), Sträucher, Koniferen, Riedgräser, Süßgräser, Binsen, Moose und Flechten.

## Fauna

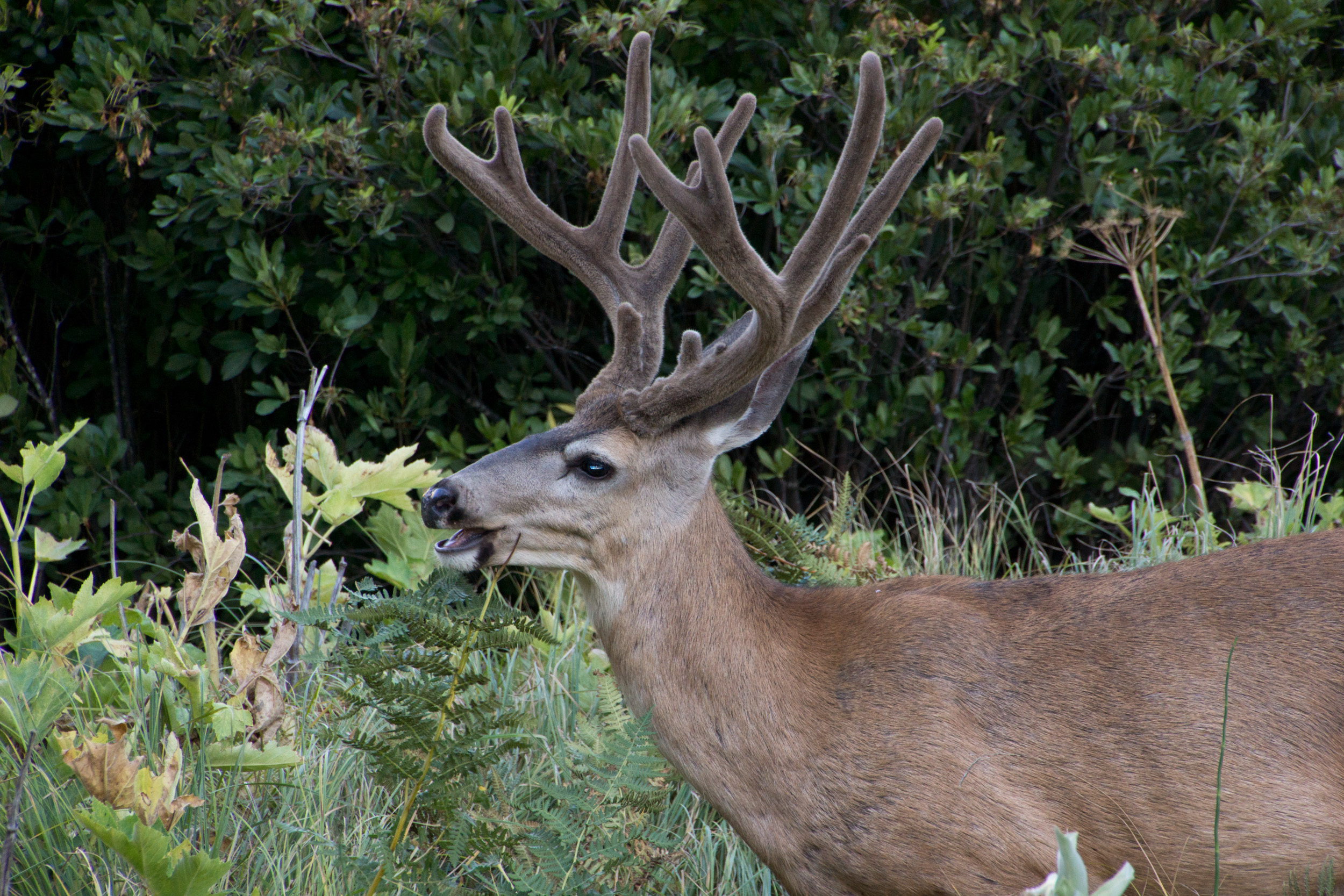
Maultierhirsch beim Fressen

Weitere im Park beheimatete Tiere, die nicht gefährdet sind, sind Dickhornschaf, Maultierhirsch, Baumstachler und Columbia-Ziesel. Das Kalifornische Dickhornschaf hat einen kompakten, muskulären Körper, der von einem braunen Fell mit weißen Stellen an Schnauze und Bauch bedeckt ist. Das durchschnittliche Gewicht der Tiere beträgt 70 bis 110 kg. Um den Nachstellungen von Prädatoren entkommen zu können, sind Dickhornschafe ähnlich wie Schneeziegen in der Lage, nahezu vertikale Felsen zu erklimmen. Dickhornschafe leben in den westlichen Gebirgen von Nordamerika, nicht mehr jedoch in vielen Gebieten des Okanagan, weil ihr Lebensraum eingeschränkt oder vernichtet wurde.

## Flora
Zu den häufigen Pflanzenarten im Cathedral Provincial Park gehören Douglasien und Balsam-Pappeln. Douglasien sind immergrüne Bäume. Es gibt zwei Unterarten, die Küsten- und die Gebirgs-Douglasie, die sich im Aussehen und in ihren Lebensraumansprüchen unterscheiden. Gebirgs-Douglasien sind die Bäume des Inlands, die auch im Cathedral Provincial Park vorkommen. Sie sind viel toleranter gegenüber Kälte als die Küsten-Douglasien, welche an die feuchten, milden Klimate der Westküste angepasst sind. Im Park ist eine starke Population vertreten.
Balsampappeln sind mittelgroße bis große Bäume mit breiten Blättern. Viele Wildtiere nutzen das Laub, die Zweige und die Knospen als Nahrung. Das Holz ist hell und weich und kann als Bauholz und zur Papierherstellung genutzt werden. Balsampappeln leben in kühlen, feuchten Klimaten wie im Cathedral Provincial Park.

## Klimawandel und ökologische Auswirkungen

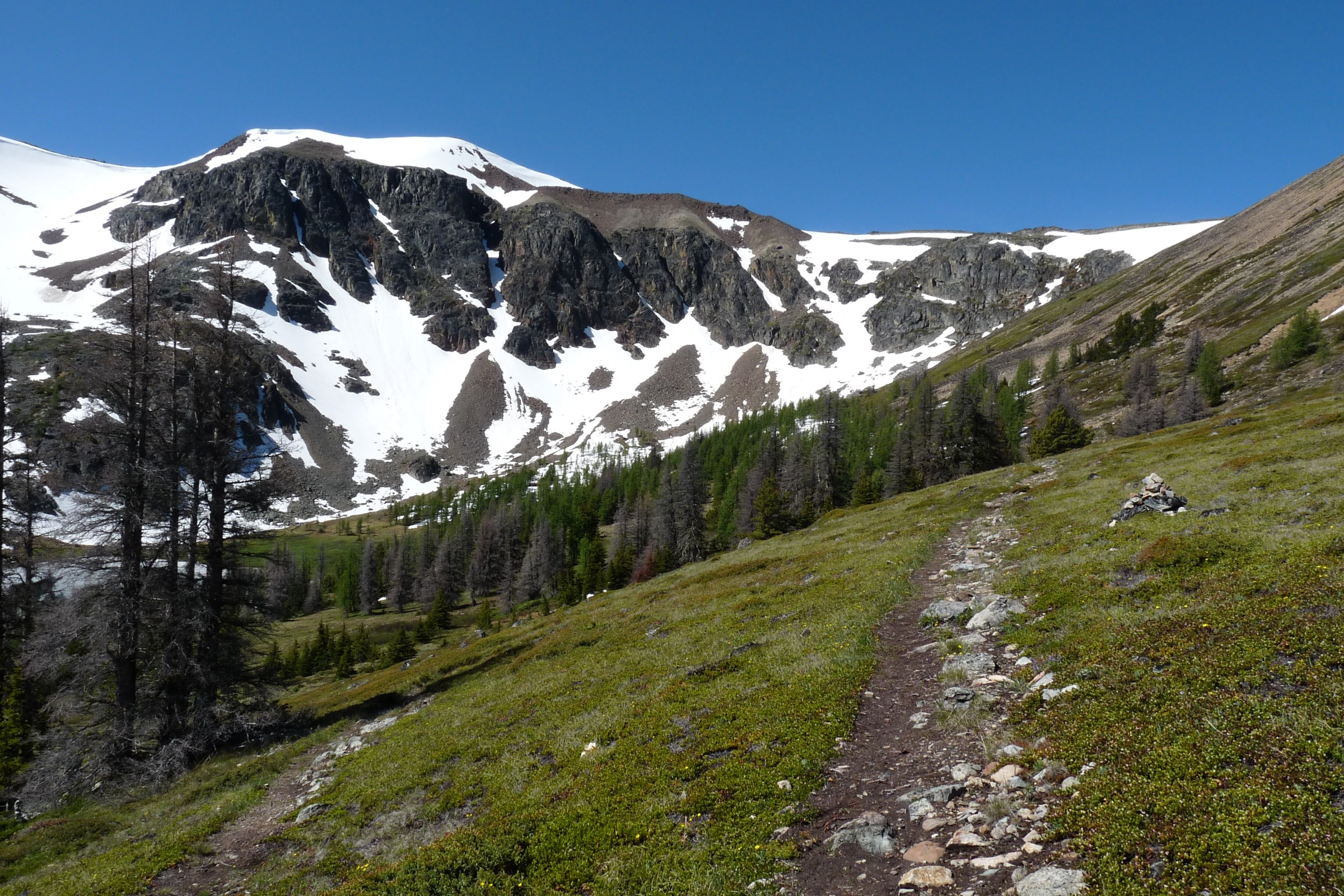
Landschaft im Cathedral Park

Als Teil der Okanagan Range in einem gesonderten Abschnitt der Kaskadenkette bildet der Cathedral Park eine einzigartige Landschaft in British Columbia. In der Okanagan Range herrscht ein einzigartiges trockenes Klima vor; die geologischen Gegebenheiten sind gleichfalls besondere. Im Park sind vier biogeoklimatische Zonen vertreten: die Zone der Berge des Interior und der alpinen Heiden, die Engelmann-Fichten-Zone, die Douglasien-Zone des BC Interior (engl. Interior Douglas-Fir oder kurz IDF) und die Engelmann-Fichten–Felsengebirgs-Tannen-Zone (engl. Engelmann Spruce—Subalpine Fir oder kurz ESSF).
Der Cathedral Provincial Park ist wie viele Naturlandschaften weltweit mit den Herausforderungen des Klimawandels konfrontiert. Während die Überlebensaussichten für verschiedene Arten variieren, gibt es doch allgemeine Trends wie Temperaturanstieg, geänderte Muster der Niederschlagsverteilung, erhöhte Waldbrand-Gefahr, Änderungen in der Schneedecke und dem Schmelzen der Gletscher sowie zeitliche Verschiebungen biologischer Ereignisse wie des Beginns und des Endes der Vegetationsperiode und des Auftretens von Bränden. Die Parkaufsicht und die Naturschutzorganisationen werden voraussichtlich aktiv ein Monitoring betreiben und auf diese Veränderungen reagieren, um den langfristigen Erhalt des Park-Ökosystems zu sichern. Waldbrände spielten eine Schlüsselrolle bei der Schaffung eines vielfältigen Mosaiks der Vegetation in den Landschaften des Parks. Andererseits hatten phytopathologische Ereignisse die Ökosystem-Dynamik beeinflusst, z. B. durch massives Absterben der Bäume in einigen Bereichen des Parks.

## Schutzziele
Das primäre Ziel zur Schaffung des Cathedral Provincial Park war der Schutz der natürlichen Umgebung der Cathedral Lakes und des Einzugsgebietes des Ashnola River für die Nutzung zu Erholungszwecken. Die ursprünglichen Grenzen des Parks konzentrierten sich auf die Seen und die sie umgebenden Berggipfel. Die Beibehaltung des Kernziels eines unberührten, natürlichen, zugänglichen Erholungsgebiets war seit seiner Gründung die treibende Kraft bei der Bewirtschaftung des Parks. Drei Aspekte waren bei den Bestrebungen des Managements entscheidend, die Nutzungsmöglichkeiten zu verbessern: die natürliche Umwelt wie auch der Zugang für die gesamte Öffentlichkeit und nicht nur für einige Outdoor-Spezialisten; intensive Nutzung einschließlich Aktivitäten wie Angeln und Camping; schließlich Wildnis für eher aufwändige Outdoor-Aktivitäten wie Rucksacktourismus bis in abgelegene Gebiete hinein.
Heute stellt der Cathedral Provincial Park einen „Class-A“-Provincial-Park dar, der den höchsten Schutzstatus unter der Bill 174 genießt, denselben wie bei der offiziellen Bekanntmachung 1968. Zu dieser Form des Schutzes gehört es, dass Ressourcengewinnung ohne Genehmigung des Minister of Environment and Climate Change nur möglich ist, wenn die Möglichkeiten zur Erholungsnutzung unverändert bleiben.

### Zukunftsaussichten
Der Cathedral Provincial Park ist seit 1989 ohne neues Gesamtkonzept, obwohl an einem solchen gearbeitet und dieses für Ende 2023 angekündigt wurde. Aufgaben, die gegenwärtig eingearbeitet werden, berücksichtigen die Einrichtungen zur Erholung, deren Auswirkungen auf die Umwelt reduziert und deren Kapazitäten erhöht werden sollen, die Verringerung der Brandgefahr, die Zusammenarbeit mit den First Nations und den Einfluss des Menschen auf die Wildtiere. Während die Erschließung von Ressourcen in der Vergangenheit erlaubt war und die Nutzung des Gebietes lokal ökologische Auswirkungen hatte, blieb doch die natürliche Schönheit des gesamten Parks erhalten.

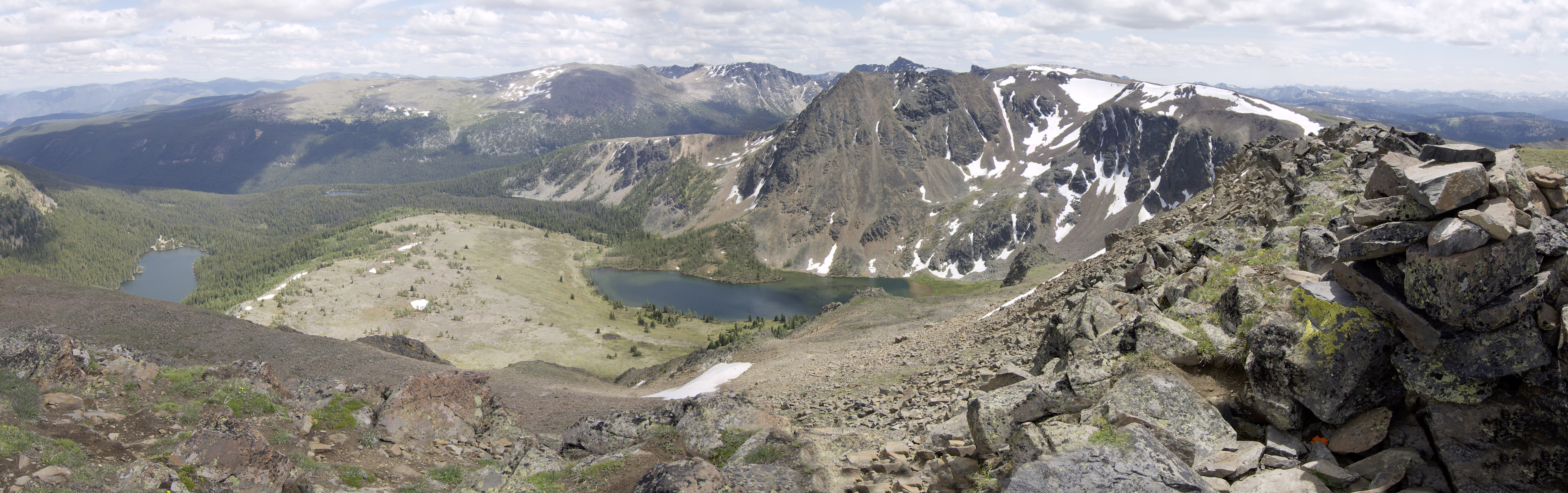
Blick vom Quiniscoe Peak in den Cathedral Provincial Park

## Aktivitäten
Wanderer können auf verschiedene Berge kraxeln, so auf die 8000-Füßer Lakeview Mountain und Grimface Mountain. Touristen strömen nach Smokey the Bear und Stone City aufgrund ihrer einzigartigen Bergformationen mit unglaublichen Aussichten auf Landschaften, die von Millennien der Erosion, des Vulkanismus  und der tektonischen Aktivität sowie des Rückzugs der Gletscher geprägt sind.